# Franciszek Józef Bajerski
Franciszek Józef Bajerski herbu własnego (ur. ok. 1684 roku w Ostromecku, zm. 29 listopada 1732 roku w Przecznie) – sędzia michałowski, ławnik chełmiński, poseł na sejm.

## Życiorys

### Życie prywatne
Franciszek Józef Bajerski był synem Mikołaja i Elżbiety Ostrowskiej, wdowy po Janie Dorpowskim z Krowiczyna. Ślub Mikołaja i Elżbiety odbył się w 1683 r. Franciszek był pierwszym dzieckiem z tego małżeństwa, urodzonym w 1684 r. Pierwsza wzmianka o Franciszku pochodzi z 1698 r., gdy wraz z młodszym bratem Aleksandrem był przyjmowany do jezuickiego gimnazjum w Braniewie. Odnotowano wówczas, że miał 14 lat. Zostali zapisani do syntaksy, czyli klasy trzeciej pięcioklasowej szkoły. W 1709 r. ich rodzice już nie żyli i opiekę nad młodocianymi sprawowali Stanisław i Elżbieta z Bajerskich Jawoszowie, ich wujostwo. Młodzi Bajerscy oraz ich babka Marianna z Kruszewskich, wdowa po Aleksandrze Bajerskim, zawarli 2 czerwca 1709 r. w Przecznie (Przesmnie) umowę, w wyniku której doszło do podziału majątku po rodzicach. 12 września 1709 r. w Warszewicach, dobrach rodziny Bagniewskich, Franciszek Józef spisał kontrakt małżeński z Marcinem Bagniewskim h. Bawola Głowa, o rękę jego córki Lukrecji. Ślub odbył się w Warszewicach 3 listopada 1709 r., a z tego związku narodziło się czworo dzieci. Byli to synowie: Michał, Kazimierz i Antoni, oraz córka Eufrozyna.

### Działalność publiczna i polityczna
W 1716 roku Franciszek Józef wszedł do kręgu urzędników ziemi chełmińskiej. 25 czerwca 1716 roku został wybrany ławnikiem chełmińskim. Także w 1716 roku brał udział we wrześniowym zjeździe generalnym stanów pruskich w Malborku jako jeden z delegatów z województwa chełmińskiego. 10 marca 1717 roku, był obecny na sejmiku partykularnym w Kowalewie, gdzie aktywnie uczestniczył w dyskusji m.in. nad cłami toruńskimi i wraz z Bartłomiejem Bagniewskim został wybrany na komisarza w sprawie podatków w województwie chełmińskim. 19 listopada 1718 roku został sędzią ziemskim michałowskim. W Kowalewie, w grudniu 1719 roku Franciszek Józef brał udział w sejmiku partykularnym. Uczestniczył także we wrześniowym zjeździe generalnym szlachty pruskiej w Malborku w 1722 roku, gdzie próbował wyegzekwować jeden z punktów instrukcji sejmiku kowalewskiego, w którym szlachta skarżyła się, że Toruń i inne miasta obciążały ich podatkami uchwalonymi na poprzednim sejmie, na którym nie było reprezentacji Prus Królewskich, prosząc jednocześnie, „aby im były miary przemierzane”. W marcu 1728 roku Franciszek Józef Bajerski wraz z Franciszkiem Moszczeńskim, podkomorzym inowrocławskim, zostali powołani na komisarzy królewskich w sporze między urzędnikami samborskich kopalni soli a składem solnym w Dybowie. 28 sierpnia 1730 roku, na sejmiku generalnym w Grudziądzu, został wybrany na jednego z posłów z ziemi chełmińskiej na sejm grodzieński. Zmarł nagle 29 listopada 1732 roku.